# 緊急列車防護装置

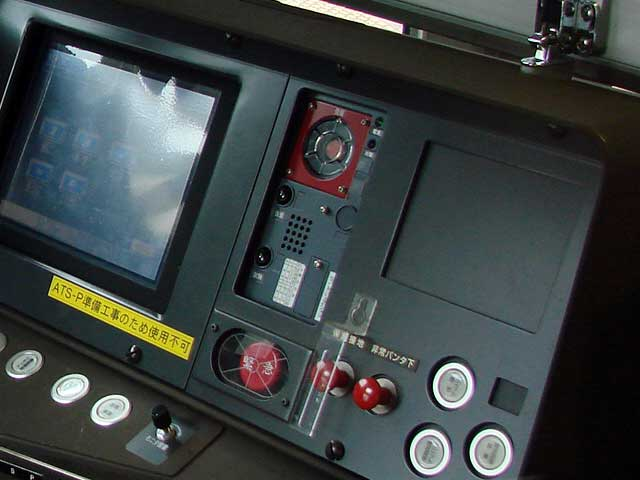
緊急列車防護装置
（JR西日本521系電車）
クラッカープレート内の「緊急」と書かれた赤いボタン

緊急列車防護装置（きんきゅうれっしゃぼうごそうち：One Touch Operative Emergency Device）とは、列車に踏切事故など非常事態が発生またはその恐れがある場合に、運転士が行う必要がある一連の列車防護操作を、1つのボタンで迅速かつ自動的に行う装置である。「ワンタッチ装置」、「TE装置」とも呼ばれている。1972年以降、主に日本国有鉄道（国鉄）の電気機関車やディーゼル機関車に装備されはじめた装置で、1985年以降は電車や気動車にも装備されはじめている。また、私鉄でも普及しはじめている。
通常TE装置を動作させるボタンは赤い大きなボタンで、運転席の操作しやすい位置に配置されている。ボタンによっては「緊急」と表記されている場合もある。ただし誤操作を防止するため、クラッカープレートなどで覆いを被せている場合がある。
このボタンを操作すると、主回路遮断（ディーゼル機関車、気動車の場合はエンジンのキルストップ）・非常ブレーキ作動・パンタグラフ降下（電気機関車・電車）・汽笛吹鳴60秒・防護無線発報・信号炎管点火・滑走防止の砂撒き・暖房のための蒸気発生装置（SG）の停止など、一連の列車防護操作が自動的に行われる。ただし、圧縮空気の抑制のため、汽笛吹鳴と砂撒きは押下後60秒間だけ行われる。
西日本旅客鉄道（JR西日本）では521系3次車から脱線などの異常事態を検知し、TE装置を自動的に作動させる「車両異常挙動検知システム」を搭載し、既存車両についても207系体質改善車から順次搭載している。

## 私鉄の例
- 京浜急行電鉄（2100形から採用）では緊急スイッチと呼称し、使用した場合は非常ブレーキ動作、パンタグラフ降下、非常信号発報の3動作が行われる。2100形での採用以後、過去の形式の一部にも追設されている。
- 京成電鉄（3000形の途中から採用）・新京成電鉄（N800形から採用）・北総鉄道（7500形から採用）・千葉ニュータウン鉄道（9200形から採用）では京急同様に緊急スイッチと呼称し、使用した場合は非常ブレーキ動作、パンタグラフ降下、警笛吹鳴、非常発報信号の4動作が行われる。京急同様、これらの事業者でも初採用の形式における採用の後、過去の形式の一部に追設されている。

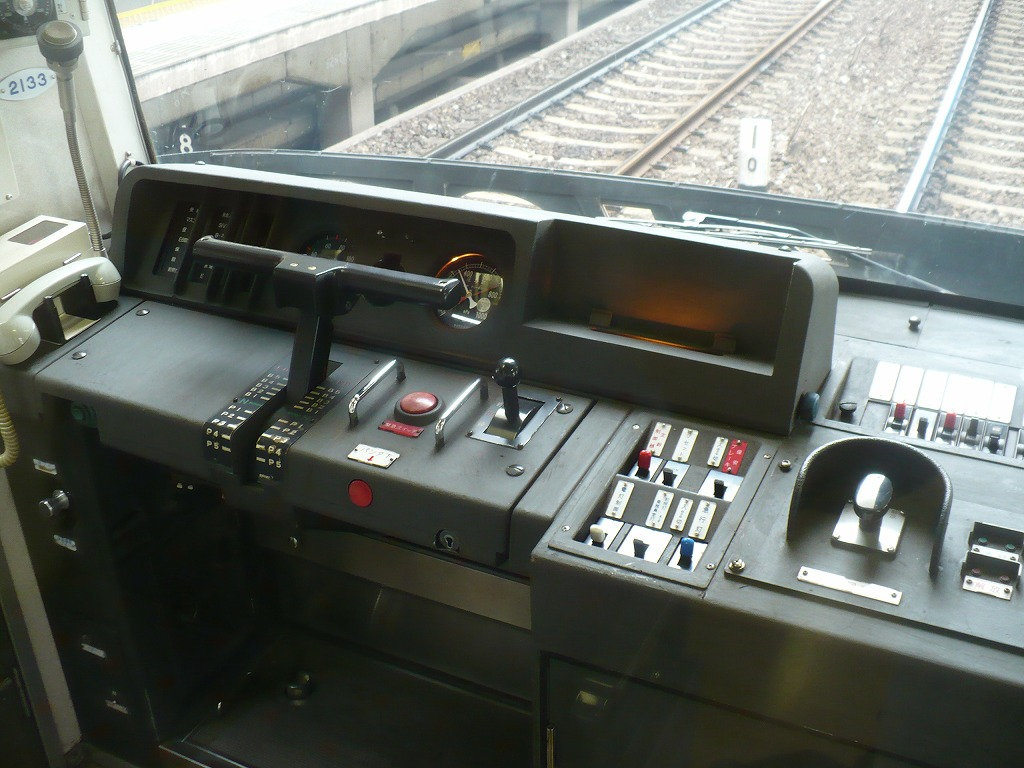
京急2100形電車の運転台 デスク上にあるため、物を落として誤操作することのないようボタンの左右に金具が設置されている。
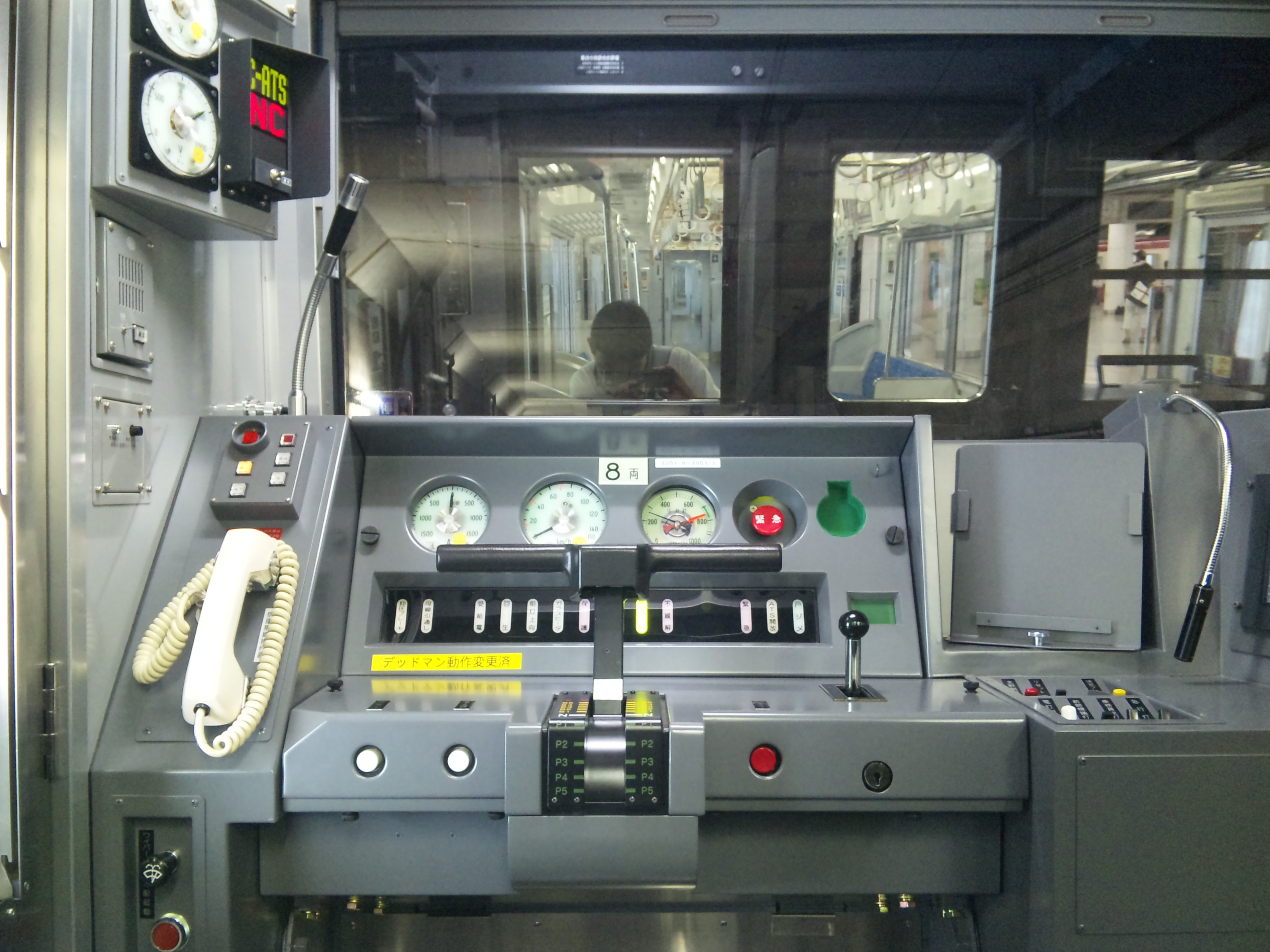
京成3000形の運転台 クラッカープレートはないが、計器類の並びに奥まって設置して誤操作を防いでいる。
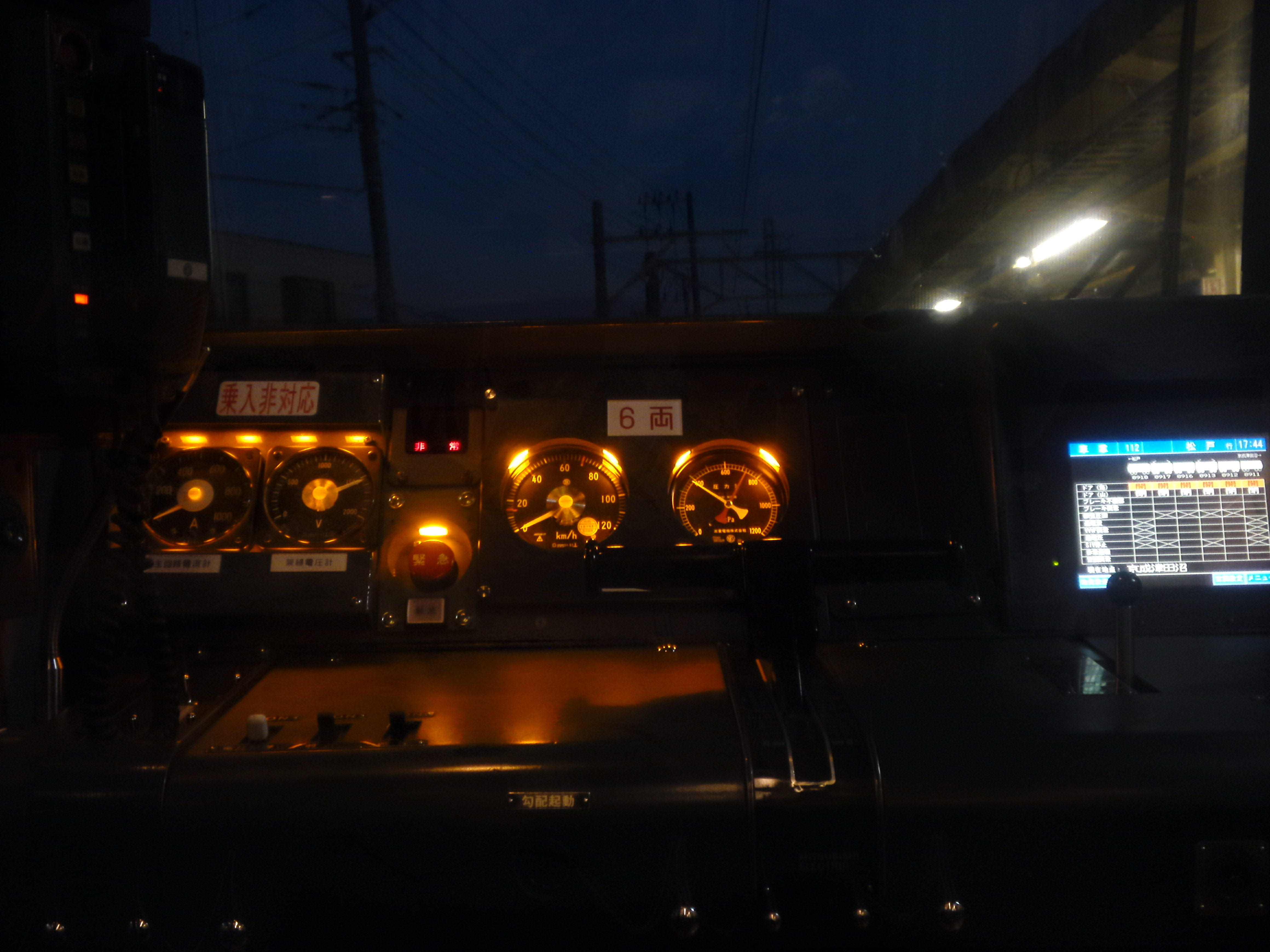
新京成電鉄8900形電車の運転台 同社所属車両において初採用以後に過去の形式に追設した例。